# Rodolfo Mantovani
Rodolfo Mantovani (Foligno, 15 agosto 1978) è un attore, sceneggiatore e regista italiano.

## Biografia

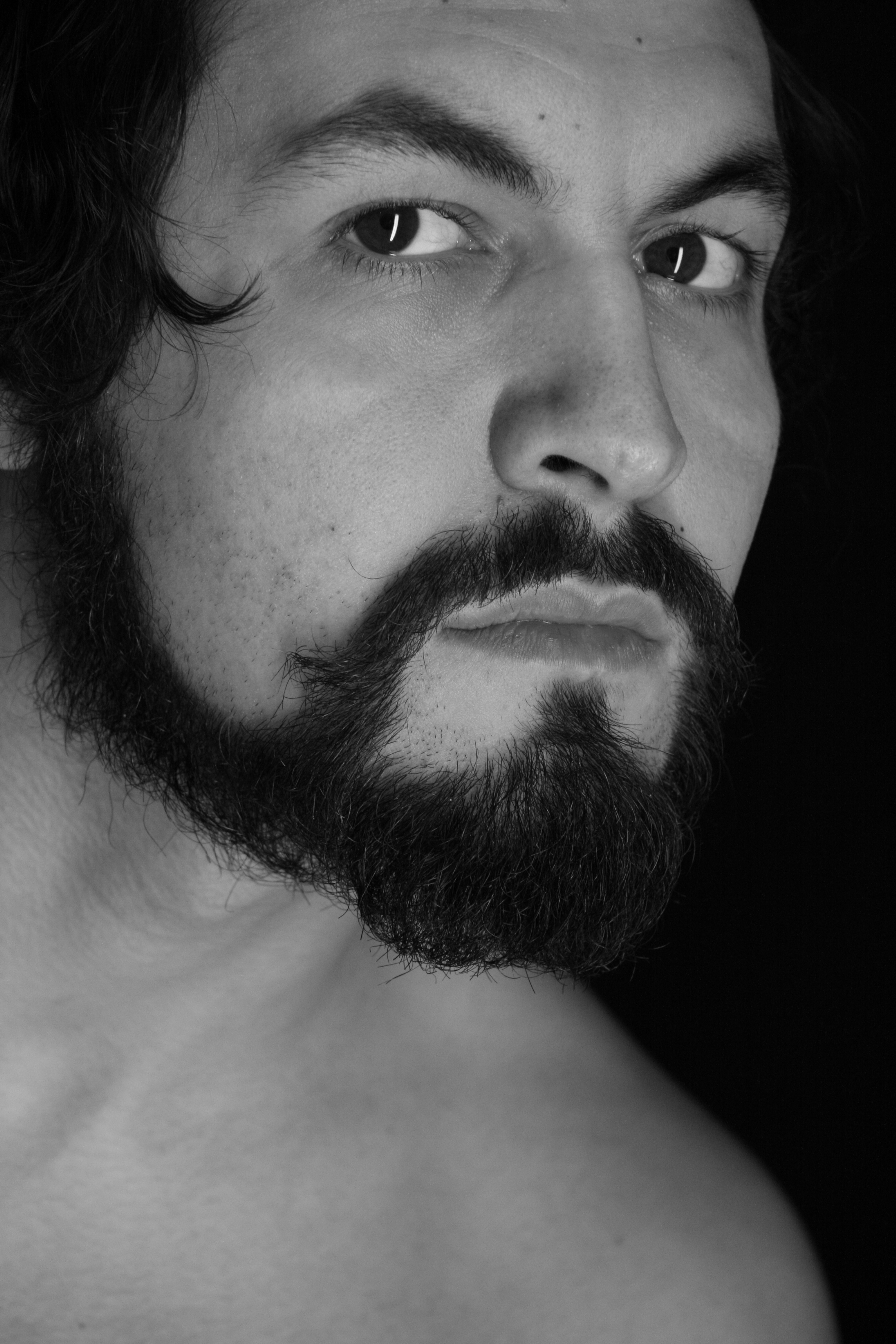
Rodolfo Mantovani nel 2024

Vive sin dalla nascita a Bastia Umbra. Muove i primi passi come attore nel teatro giovanile della propria città di origine, dove partecipa attivamente agli spettacoli del Palio di San Michele. Dopo la maturità scientifica ad Assisi, prosegue la sua formazione come ufficiale, prestando servizio presso il 186º Reggimento della Brigata Paracadutisti Folgore per poi iscriversi all'Università Degli Studi di Perugia.
In questo periodo entra in contatto con il Centro Universitario Teatrale diretto da Roberto Ruggieri. Centro Universitario che, successivamente, deciderà di frequentare sotto la guida di insegnanti come Mario Ferrero, Annamaria Giromella, Ferruccio Marotti, Nikolaj Karpov, Jerzy Stuhr, Francis Pardeilhan, Gree Koerse. E' diplomato come "Attore con competenza artistico - performative".
Partecipa come co-protagonista con il ruolo di Primo Rivalta nella miniserie TV La figlia di Elisa - Ritorno a Rivombrosa, regia di Stefano Alleva dove ha lavorato anche come consulente d'armi.
È stato nel 2022 regista e sceneggiatore del programma “I racconti di Talia”  in onda su Rai Play, nei quali compare anche tra i protagonisti. Ha lavorato per Discovery Channel come conduttore al programma televisivo di Focus Tv “Mettiti a Focus”.
In ambito teatrale ha lavorato con il Teatro Sistina di Roma e con i registi Stefano Alleva, Nikolaj Karpov, Jerzy Sthur, Ludwik Flazen, Roberto Leoni e Mattia Torre, sia nel teatro per ragazzi e nei principali allestimenti della danza classica di repertorio. Ha dato voce ai classici, da Ulisse nell’Odissea (vincitore del Premio Vincenzo Cerami) e Cyrano de Bergerac in Circo Cyrano a personaggi del teatro elisabettiano e della Commedia dell’Arte.
Tra le sue collaborazioni cinematografiche quelle con Pupi Avati, Renzo Martinelli (Barbarossa), Fernando Muraca (Duns Scoto), Lucilla Colonna (Festina Lente, La Città Oltre il Tunnel).

### Lo studio del Medioevo e la passione per la storia delle armi
Appassionato d’armi e di storia, da oltre vent’anni si occupa in particolare di medioevo: in qualità di reenacters e ricercatore ha collaborato con diverse università e studiosi di fama internazionale.
Nel 2017 è stato scelto come relatore per la IV° Edizione del Convegno Il Medioevo fra noi sul tema: “Voglia di Medioevo. Quando la rievocazione diventa tradizione.”
È stato direttore artistico della II° edizione di Perugia 1416 e, inoltre, dirige la ricerca storica sul Calendimaggio di Assisi, con attenzione particolare verso i mestieri, le dottrine religiose e la vita quotidiana tra Medioevo e Rinascimento.
Dedito all'attività sportiva, è cintura nera di karate e istruttore di nuoto e di atletica leggera.
Da marzo 2018 introduce i nuovi episodi de Il Fuoco di Spade, competition show di History, nel quale fabbri provenienti da tutto il mondo concorrono a forgiare armi di ogni tipo.

## Carriera

### Televisione
- 2022 I racconti di Talia - Rai Play, autore, regista e interprete
- 2018/19/20 Aspettando il fuoco di spade – conduttore/autore programma di divulgazione storica sulle armi bianche italiane – History Channel / SKY
- 2014 Mettiti a Focus , conduttore programma storico , FocusTv (canale 56) / Discovery
- 2012 Barbarossa, regia di Renzo Martinelli
- 2007 La figlia di Elisa - Ritorno a Rivombrosa, regia di Stefano Alleva
- 2018 Il Fuoco di Spade, History (canale 407 Sky)

### Cinema
- 2025 Blade in the Darkness II - regia di Alex Visani - Zef (in lingua inglese)
- 2023 La Città Oltre il Tunnel, regia di Lucilla Colonna - Capostazione
- 2021 Fratelli Ferretti vs Real Madrid, regia di Roberto Costantini - Achille Ferretti
- 2018 Bambolina, regia di Roberto Costantini - Il Padre
- 2015 Festina Lente, regia Lucilla Colonna - Pier Luigi Farnese
- 2011 PSY, regia di Ricardo Fernandez De Gaceo
- 2010 Duns Scoto, regia di Fernando Muraca
- 2009 Barbarossa, regia di Renzo Martinelli
- 2008 Così Non Funziona, regia Roberto Costantini
- 2007 Ciso, regia Marcello Baldi
- 2007 L'idiota, regia di Luca La Barile
- 2006 Il Professor Alchermes, regia di Roberto Costantini
- 2006 Macbeth 2.1, regia di Roberto Costantini
- 2006 Vite d'artisti, regia di Roberto Leoni
- 2005 Virtus FC, regia di Luca La Barile e Roberto Costantini

### Pubblicità
- Emporio Armani Contest – Vincitore del Concorso Nazionale e primo classificato come video più votato nel Concorso Internazionale
- Unicredit e UEFA Champions League – Vincitore del concorso Unicredit e UEFA Champions League)
- Angsa Umbria Onlus – altri interpreti: Neri Marcorè, Marta Cecchetto.
- Quotidiana libertà – Vincitore della Prima edizione del concorso “A corto di libri", che ha rappresentato l'Italia nel Congresso Internazionale delle Biblioteche alla Fiera del libro di Torino.

### Teatro e danza
- 2014/15 Odissea, regia di Pierluigi Palla
- 2013/14/15 Arlecchino e Colombina nel Teatro dei Burattori regia di Pierluigi Palla
- 2013/14 Un Fantasma per Natale, regia di Pierluigi Palla
- 2013 456, scritto e diretto da Mattia Torre
- 2012/14 Balù non dorme più regia di Pierluigi Palla
- 2012/11 WWF, regia di Pierluigi Palla
- 2012 Cappuccetto Rosso, regia di Pierluigi Palla
- 2012/11 Il vestito verde di Babbo Natale regia di Pierluigi Palla
- 2011 A piedi nudi nel Parco, regia di Stefano Alleva (Spoleto, Festival dei 2 Mondi)
- 2011 The Three Penguins (danza classica), Rondine Ballet
- 2011 Circo Cyrano, regia di Pierluigi Palla
- 2011 Le interviste Impossibili, regia di Gianfranco Teodoro
- 2011 I Tre Omini del Bosco, regia di Pierluigi Palla
- 2010 Lo Schiaccianoci (danza classica di repertorio), Rondine ballet
- 2010 In alto Mare, regia di Stefano Alleva
- 2010 I Tre Omini del Bosco, regia di Pierluigi Palla
- 2010 Tempo di Scirocco, regia di Stefano Alleva (Spoleto Festival dei 2 Mondi)
- 2010 Arlecchino, Commedia ridicolosa in musica, regia di Tommaso Paolucci
- 2010 Circo Cyrano, regia di Pierluigi Palla (Padova Festival)
- 2009 Un Fantasma per Natale, regia di Pierluigi Palla
- 2009 In alto Mare, regia di Stefano Alleva (Spoleto, Festival dei 2 Mondi)
- 2008/9 Cuore e Senza Cuore, regia Pierluigi Palla
- 2008 Sorella luna e Le stelle, regia di Pupi Avati (Todi Arte Festival)
- 2008 On Broadway, (teatro e danza) Rondine ballet
- 2006 Parole di Antonin Artaud, regia di Ludwik Flaszen
- 2006 Narration of the body - Farm in the Cave
- 2005/6 Come a voi piace,  regia di Roberto Ruggieri
- 2006 Il custode dei sogni, Rondine Ballet
- 2006 Lo Schiaccianoci, Rondine Ballet
- 2006 Al di la dell'orizzonte, regia di Rossana Gaoni
- 2006 L'asciugamano nello zaino
- 2006 Massacri, Pogrom, Incendi, Noi come polvere dispersi al vento, regia di Sergio Ragni
- 2005 Gocce di Memoria, Rondine Ballet
- 2005/6 Ceneri dagli Inferi, regia di Roberto Ruggieri
- 2005 Voci dall'Insula
- 2004 L'orso, regia di Nikolaj Karpov
- 2004 La proposta di matrimonio, regia di Nikolaj Karpov
- 2004 Bau, Libera Compagnia degli Artigiani
- 2004 Romeo e Giulietta, Rondine Ballet
- 2003 Riccardo III, regia di Jerzy Stuhr
- 2003 L'ora in cui non sapevamo niente l'uno dell'altro, regia di Jerzy Stuhr
- 2003 Stati d'animo di Annamaria Cuocolo
- 2003 Parlare con gli dei, regia di Umberto Rinaldi
- 2003 L'ultimo del Paradiso - lettura del XXXIII canto del Paradiso di Dante Alighieri per il restauro del pannello centrale del polittico dell'Alunno
- 2003 Il museo che non c'è, Rondine ballet
- 2002 Stanze e Circostanze, regia di Umberto Rinaldi
- 2002 La dodicesima notte, regia di Maurizio Smith
- 2002 Novelle del Boccaccio, Libera Compagnia degli Artigiani
- 2001Incipit di Roberto Ruggieri